# Monkey Punch
Kazuhiko Katō (加藤一彦, Katō Kazuhiko), 26 de maio de 1937 - 11 de abril de 2019), conhecido pelo pseudônimo Monkey Punch (モンキー・パンチ, Monkī Panchi), foi um mangaká japonês conhecido por ter criado a série Lupin III. Nasceu em Hamanakacho, Hokkaido, Japão.
Punch foi bastante influenciado pelos cartunistas da Revista MAD, sobretudo por Sergio Aragonés.